# マハラムの定理
数学において、マハラムの定理（マハラムのていり、英: Maharam's theorem）は測度空間の分解可能性に関する深遠な結果で、バナッハ空間の理論において重要な役割を果たす。端的に言うと、すべての完備測度空間は、ある離散空間上の数え上げ測度を使うことで、（実数上の単位区間 [0,1] の積の複製であるような）「非原子部（non-atomic part）」と「純原子部（purely atomic part）」に分解することが出来ると、この定理では述べられている。この定理はドロシー・マハラムによる結果であり、アーヴィング・ジーゲルによって局所化可能な測度空間にまで拡張された。
この結果は古典的なバナッハ空間の理論において重要となる。そのような理論において、ある一般の可測空間上の可測関数の Lp 空間として与えられるバナッハ空間を考えるとき、その非原子部と原子部への分解に関して理解できれば十分となる。
マハラムの定理はまた、アーベルフォンノイマン環に関する用語で解釈し直すことも出来る。すべてのアーベルフォンノイマン環は、σ-有限アーベルフォンノイマン環の積と同型であり、すべての σ-有限アーベルフォンノイマン環は、離散アーベルフォンノイマン環、すなわち離散集合上の有界函数からなる環の空間テンソル積と同型である。
ポーランド空間に対する同様の定理はカジミェシュ・クラトフスキによって与えられた。その定理では、ボレル集合としての上述の概念は、実数、整数あるいは有限集合と同型であることが述べられている。